# Лошкин, Алексей Александрович
Алексей Александрович Лошкин (род. 16 ноября 1978, Челябинск) — российский государственный деятель. Глава Челябинска с 19 ноября 2024 года.

## Биография
В 2000 году окончил Челябинский юридический институт МВД России по специальности «Юриспруденция», квалификация «Юрист» (диплом с отличием). Имеет учёную степень кандидата юридических наук.
В 2012 году прошёл профессиональную переподготовку по программе «Антикризисное управление и деятельность арбитражных управляющих».
В январе 2018 года окончил НИУ ЮУрГУ по направлению подготовки «Экономика» с присвоением квалификации — магистр. В 2005 году защитил диссертацию на тему «Уголовно-правовые и криминологические аспекты противодействия налоговым преступлениям».
С августа 1996 года по март 2011 года проходил службу в Главном управлении внутренних дел Челябинской области.
С 2008 по 2011 год — начальник отдела ОРЧ 2 по борьбе с экономическими преступлениями ГУВД Челябинской области
В марте 2011 года назначен на должность начальника Главного экспертного управления Челябинской области.
С июня 2013 года по декабрь 2015 года возглавлял Главное контрольное управление Челябинской области.
С декабря 2015 года по декабрь 2016 года руководил Челябинским региональным исполнительным комитетом Всероссийской политической партии «Единая Россия».
В декабре 2016 года депутаты Законодательного собрания Челябинской области одобрили внесённую губернатором кандидатуру Лошкина на должность председателя Контрольно-счётной палаты Челябинской области. В 2022 году кандидатура Лошкина была одобрена для замещения должности председателя Контрольно-счётной палаты Челябинской области на второй срок.

## Классный чин
Действительный государственный советник Челябинской области 1 класса.

## Награды
За достигнутые трудовые успехи и многолетнюю добросовестную работу награжден медалью ордена «За заслуги перед Отечеством» II степени.